# Severopatagonské ledovcové pole

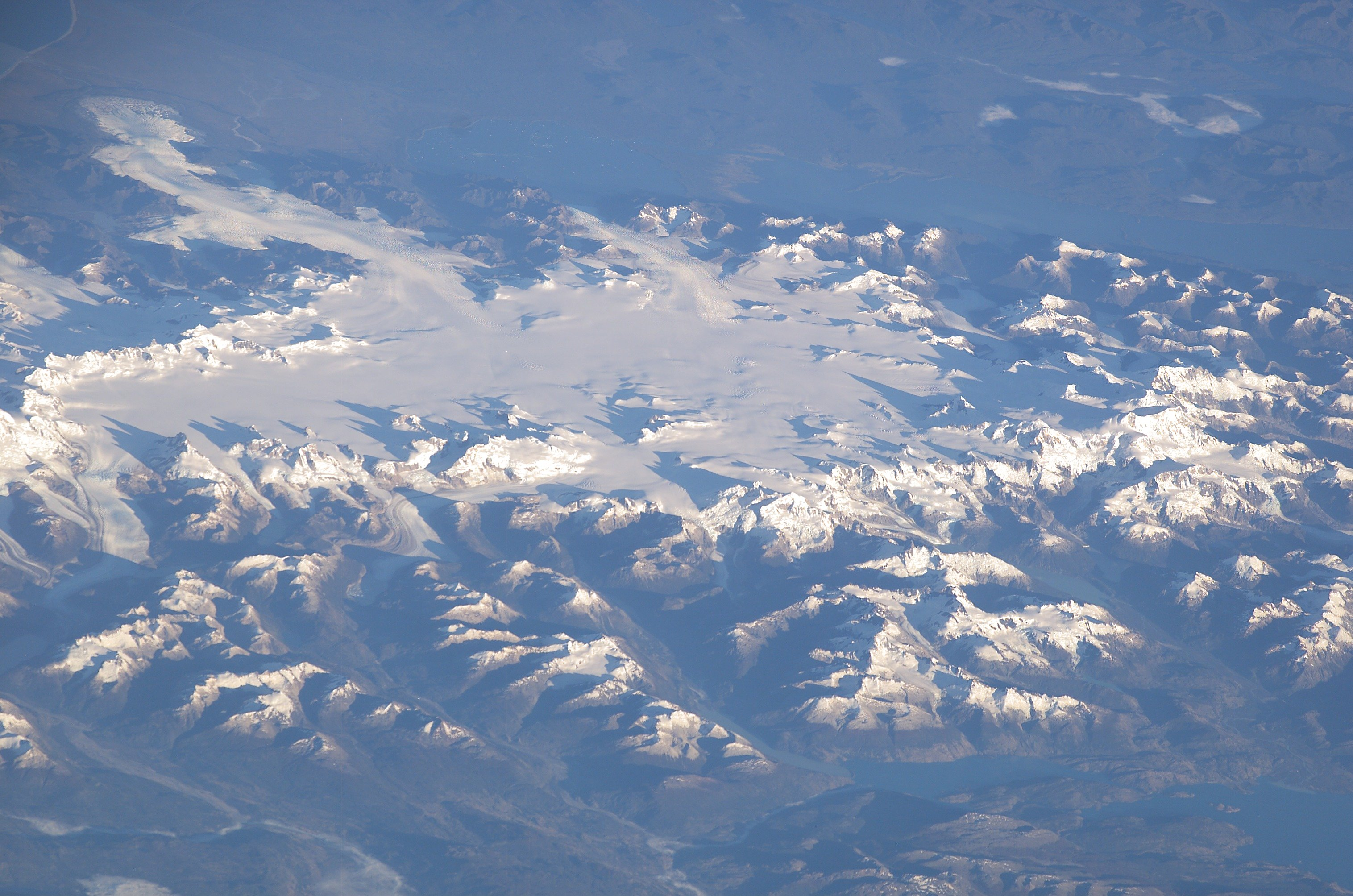
Satelitní snímek ledovcového pole

Severopatagonské ledovcové pole (španělsky Campo de hielo Patagónico Norte) je rozsáhlé území pokryté ledovcem v jižním Chile. Nachází se v Patagonských Andách, ve směru sever-jih je dlouhé přibližně 100 km, v západo-východním směru je široké až 30 km a jeho rozloha je odhadována na 4 200 km². Nachází se v chilském regionu Aysén v národním parku Laguna San Rafael.

## Fotogalerie

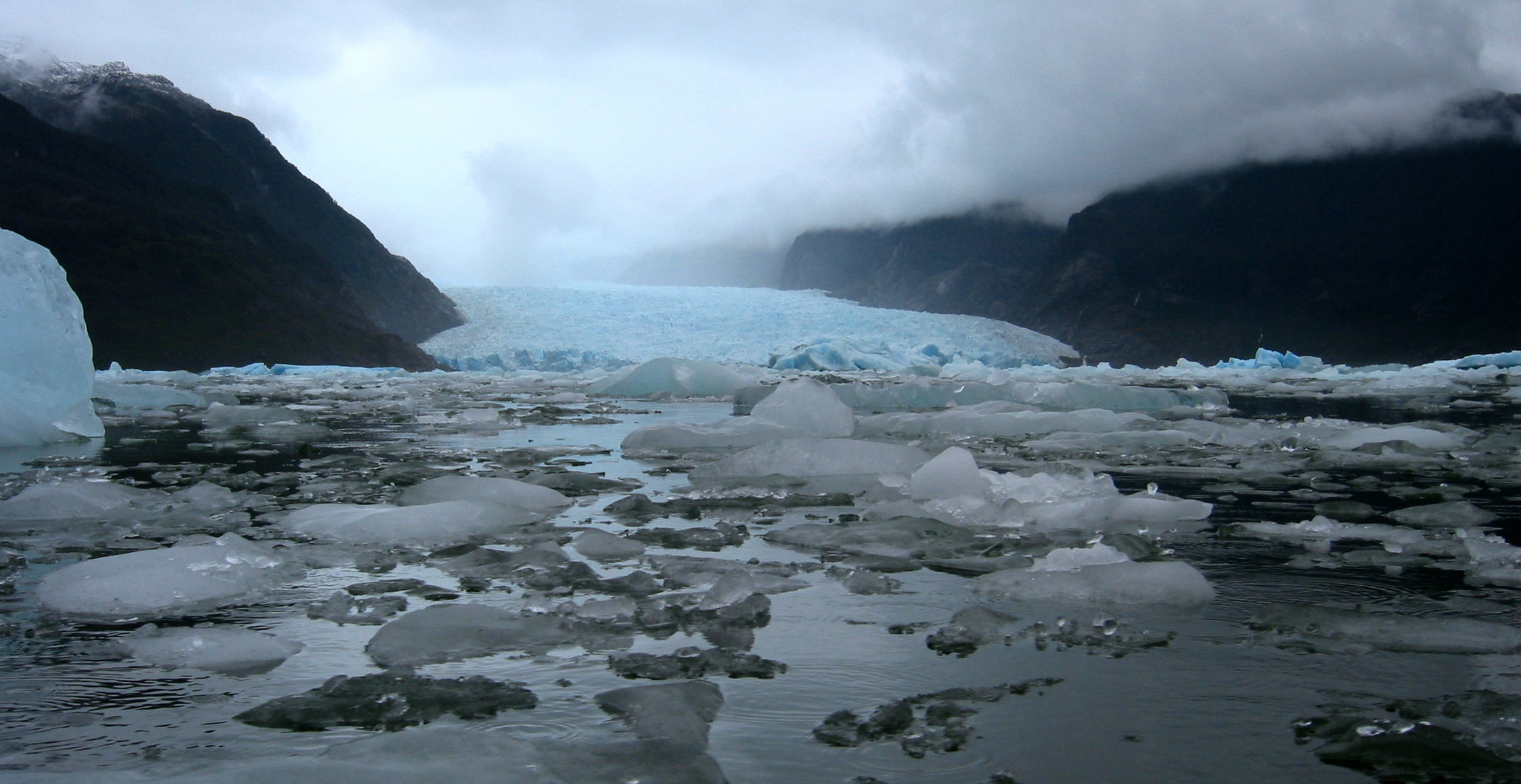
ledovec San Rafael
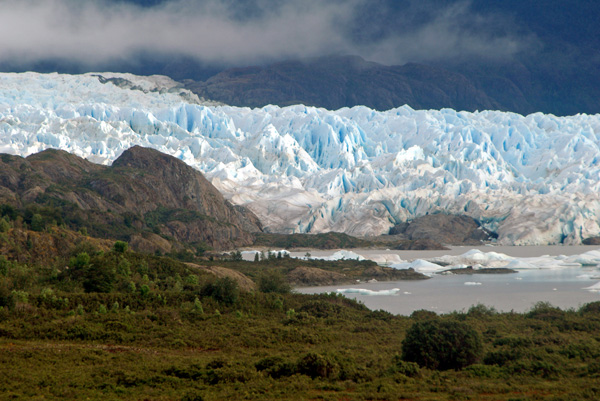
ledovec San Quintin
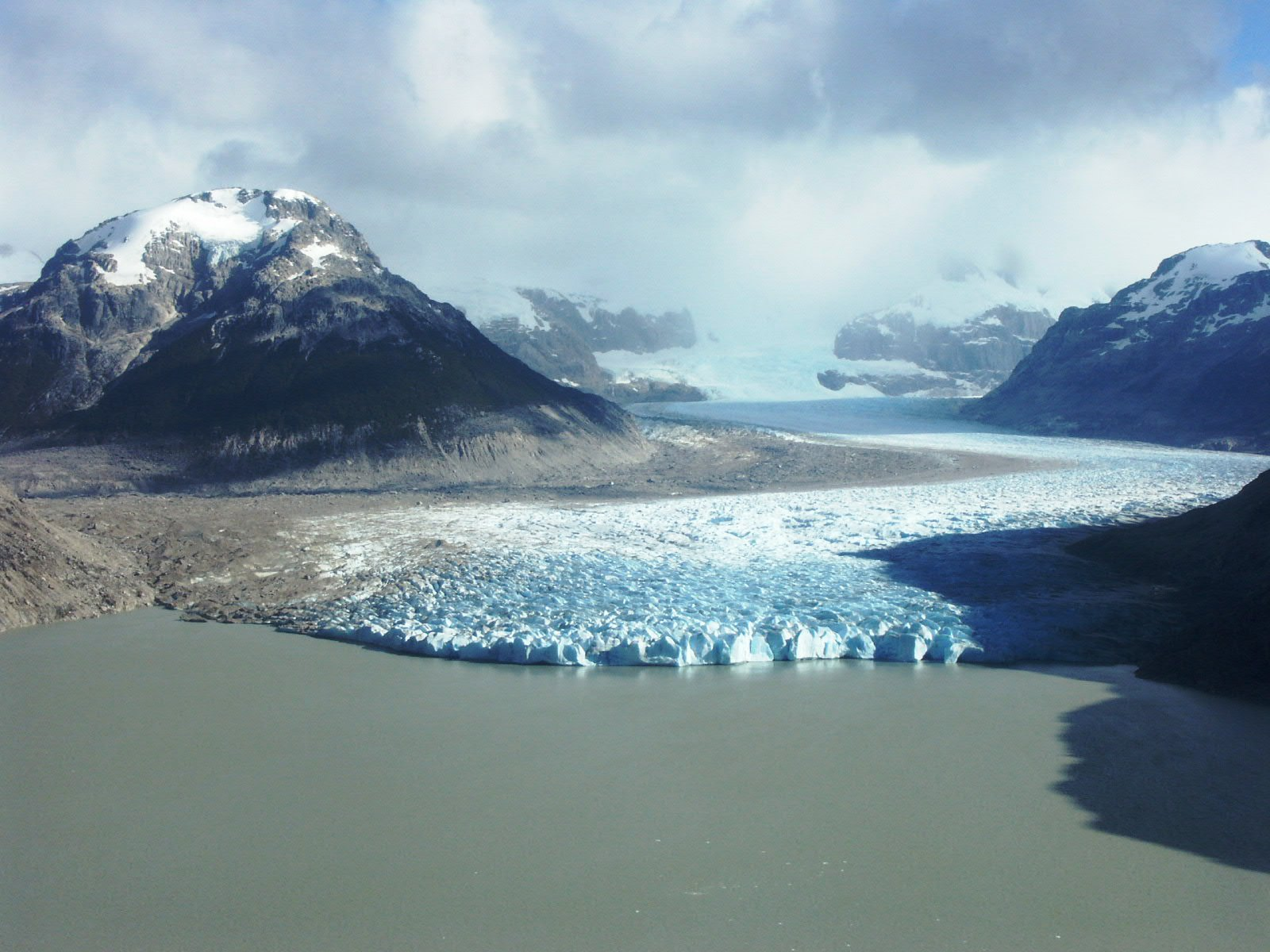
ledovec Nef